# 拉马塔德莫雷利亚
拉马塔德莫雷利亚，是西班牙瓦伦西亚自治区卡斯特利翁省的一个市镇。总面积15平方公里，总人口166人（2001年），人口密度11人/平方公里。